# Озернянські липи
Озерня́нські ли́пи — ботанічна пам'ятка природи місцевого значення в Україні. 
Липи ростуть біля костелу в селі Озерній Тернопільського району Тернопільської області.
Площа 0,03 га. Оголошена об'єктом природно-заповідного фонду рішенням № 74 II-ї сесії Тернопільської обласної ради шостого скликання від 10 лютого 2016 року. Перебуває у віданні Озернянської сільської ради. 
Під охороною та збереженням сім дерев липи серцелистої віком понад 100 років, що мають природоохоронну, історико-культурну, еколого-освітню та естетичну цінність.